# Tchadoua
Tchadoua este o comună rurală din departamentul Aguie, regiunea Maradi, Niger, cu o populație de 65.619 locuitori (2001).